# Pretinha
Delma Gonçalves dite Pretinha, née le 19 mai 1975 à Rio de Janeiro, est une footballeuse brésilienne, jouant actuellement dans le club sud-coréen de Daekyo Kangaroos. Elle évolue au poste d'attaquante.

## Biographie
Elle est internationale brésilienne et participe aux éditions 1991 (1er tour, aucun but), 1995 (1er tour, 1 but), 1999 (troisième, 3 buts) et 2007 (finaliste, 1 but) de la Coupe du monde.
Elle participe également aux éditions 1996 (quatrième, 4 buts), 2000 (quatrième, 1 but), 2004 (médaille d'argent, 3 buts) et 2008 (médaille d'argent, aucun but) des Jeux olympiques. De plus, elle remporte la Sudamericano Femenino en 2003 et les Jeux panaméricains 2007. Elle termine co-meilleure buteuse des JO 1996 avec 4 buts.
Elle débute au Brésil dans le club de Vasco de Gama, avec qui elle remporte le championnat à trois reprises (1994, 1995 et 1998), puis part aux États-Unis (Washington Freedom et San Jose CyberRays). Elle rejoint ensuite le club japonais de l'INAC Kobe Leonessa, remportant une D2 japonaise en 2005. Elle joue par la suite dans le club sud-coréen de Daekyo Kangaroos, remportant au passage deux championnats (2009 et 2011) et terminant deux fois meilleure buteuse en 2010 (13 buts) et en 2011 (18 buts).